# Pakapasan Girang
Pakapasan Girang is een bestuurslaag in het regentschap Kuningan van de provincie West-Java, Indonesië. Pakapasan Girang telt 1609 inwoners (volkstelling 2010).